# Ilino (gmina Boljevac)
Ilino (cyr. Илино) – wieś w Serbii, w okręgu zajeczarskim, w gminie Boljevac. W 2011 roku liczyła 105 mieszkańców.